# Тифлопсихология
Тифлопсихоло́гия (от др.-греч. τυφλός «слепой» + психология) — раздел специальной психологии, который изучает психическое развитие слепых и слабовидящих людей, пути и способы его коррекции. Как наука, тифлопсихология сначала включала в своё содержание лишь психологию слепых. В настоящее время тифлопсихология изучает и особенности людей с глубокими нарушениями зрения и с амблиопией и косоглазием.

## Объект и предмет тифлопсихологии

### Объект
Ведущий специалист в области отечественной тифлопсихологии А. Г. Литвак называет объектом тифлопсихологии лиц с нарушениями зрительных функций в диапазоне остроты зрения от 0 (тотальная или абсолютная слепота) до 0,2 включительно на лучше видящем глазу (верхняя граница слабовидения), а также лица с резко суженным полем зрения (до 10°).

### Предмет
А. Г. Литвак называет предметом тифлопсихологии психику лиц с глубокими нарушениями зрения.

## Задачи тифлопсихологии
- Изучение механизмов компенсации слепоты и слабовидения;
- Выявление потенциальных возможностей лиц с нарушениями зрения;
- Разработка психологических основ коррекционно-педагогической работы с людьми с нарушениями зрения;
- Разработка психологических основ интеграции лиц с нарушениями зрения в общество.

## Методы тифлопсихологии
Тифлопсихология заимствует методы из общей психологии и модифицирует их с учётом своих потребностей. К методам относятся: лабораторный и естественный эксперимент, наблюдение, изучение продуктов деятельности, социометрия.

## История тифлопсихологии

### В XIX—XX веках
Первые попытки анализа психики слепых делает Д. Дидро в работе «Письмо о слепых в назидание зрячим». После этого выявляется тенденция в работах о психике слепых. Эти работы пишут сами слепые на основе рефлексии. Среди этих работ наиболее известна работа М. Сизерана «Слепец о слепых».
Появление отечественной тифлопсихологии связано с развитием психологической науки во второй половине XIX века. Проблемы изучения людей с нарушением зрения начинают разрабатываться в России в конце XIX века в работах педагогов, психологов, врачей. В периодических изданиях появляются первые работы, касающиеся психического развития людей с нарушением зрения. Среди них значительными являются работы:
- Г. П. Недлера «Самые несчастные из слепцов» (1889),
- М. Дюфура «О физиологии слепых» (1894),
- Г. И. Челпанова «Очерки из психологии слепых» (1894).

Авторы поднимают разные проблемы психического развития людей с нарушением зрения и говорят о возможностях компенсации. Г. П. Недлер отмечает глубокое своеобразие психического развития слепых. По его мнению, лишение человека какого-либо важного из внешних чувств влечёт за собой невозможность достижения той степени интеллектуального развития, на которую способен человек с сохранными органами чувств.
М. Дюфур рассматривает в своей работе некоторые особенности психофизического развития слепых. Анализируя проблему определения слепыми препятствий на расстоянии, автор отмечает, что это становится возможным в результате активизации слуховой рецепции у слепых.
Известный русский психолог Г. И. Челпанов в своей работе приводит результаты экспериментального исследования остроты слуха у слепых и способности их к локализации звука в пространстве. В результате эксперимента было выявлено, что у слепых пороги слуховой чувствительности ниже, чем у нормально видящих. Повышение порогов слуховой чувствительности при слепоте в определённых случаях автор объясняет повышенной, по сравнению с нормой, интенсивностью внимания. По мнению Г. И. Челпанова, у слепых преимущественно развиваются внимание и память, в то время как: «Круг идей у них ограничен областью звука и осязания, и это должно класть совершенно особенный отпечаток на характер его умственных построений, которые для нас остаются непостижимыми».
В начале XX века в периодических изданиях появляется целый ряд статей, которые отражают состояние процесса изучения людей с нарушением зрения. Рассмотрим наиболее значимые и характерные работы. В. Мекер в работе «Эстетическое воспитание слепых» (1903) указывает на то, что слепым вполне доступны осязательные восприятия пространственных и материальных признаков объектов. Автор анализирует психические состояния и свойства личности слепых. По его мнению, у людей с нарушением зрения чаще всего подвергаются изменению чувства и характер. Чувства у слепых развиваются быстрее и достигают большей полноты и глубины, чем у зрячих.
Ряд работ по проблеме психологии слепых в разные годы выпускает К. К. Лейко: «Факты и мысли» (1903), «Привычка и её значение» (1905), «Психическая энергия и психический темп у слепых» (1908), «Психология слепых» (1908). К. К. Лейко солидаризируется со взглядами В. Мекера на развитие чувств у слепых. В своих работах он объясняет изменения в области характера слепых сокращением психической энергии и снижением психического темпа. По мнению К. К. Лейко, ряд психических процессов развивается у слепых значительно лучше, чем у видящих. Среди них он называет внимание, воображение, мышление. В исследованиях автора показано, что привычки у слепых возникают значительно быстрее, чем у зрячих. Причину этого явления он видел в высокоразвитых волевых качествах личности.
Изучения осязания у слепых касаются работы: С. Геллера «Способность слепых приспособляться к жизни» (1911) и Г. П. Недлера «Первоначальное воспитание слепого ребёнка» (1914). С. Геллер, на основе изменения порогов кожной чувствительности, проводил исследования осязания. Г. П. Недлер исследовал его путём собственных наблюдений над слепыми. Исследователи приходят к схожим выводам о повышении у слепых чувствительности данной модальности по сравнению с нормой.
Из приведённого анализа статей, посвящённых особенностям психики слепых людей, виден большой интерес к разработке этой проблемы со стороны врачей, педагогов и психологов. Более глубоко проблема изучения людей с нарушением зрения разработана в ряде трудов врачей и психологов, написанных в начале века. Это работы: А. А. Крогиуса, В. И. Руднева, Г. И. Сурова. Исследования перечисленных авторов значительно отличаются друг от друга. Работа А. А. Крогиуса является фундаментальным исследованием в области психологии слепых. Остальные две работы представляют собой краткое описание результатов исследования слепых, проведённого авторами.
Рассмотрим основные положения этих работ. В работе доктора медицины В. И. Руднева «Психология слепого» (1910) автор на примере одного слепого рассматривает особенности психики, характерные для людей с нарушением зрения. В исследовании приводятся положения разных авторов, они сравниваются с результатами исследования конкретного слепого и либо подтверждаются, либо опровергаются. В результате детального исследования ослепшего в 8 месяцев пациента, на момент исследования взрослого мужчины, автор делает следующие выводы:
1. Главным анализатором для пациента является слух.
2. Воображение его отличается совершенно от воображения зрячего. В воображении преобладают слуховые и мышечно-осязательные образы.
По мнению исследователя, необходимо отличать чувство пространства от идеи пространства у слепого. Понятие «бесконечность» у слепого обусловлено ощущением. Чувство расстояния до объекта у слепого обусловлено слуховыми ощущениями.
Г. И. Суров в своей работе «Краткий очерк физиологических особенностей слепых» (1912) кратко суммирует свои наблюдения над психофизическим развитием слепых. Основной вывод работы состоит в том, что, по мнению автора, слепота — это такой физический недостаток, который коренным образом отражается на психофизическом развитии человека. Он затрагивает телесную, умственную и нравственную стороны развития организма.
В 1909 году выходит фундаментальная работа А. А. Крогиуса «Из душевного мира слепых». А. А. Крогиус был известным психологом в начале XX века, активно участвовал в педологических исследованиях, сделал ряд докладов на съездах по педагогике и психологии. Его исследования психологии слепых поддерживали крупнейшие представители педологического движения в России того времени: Б. М. Бехтерев, А. Ф. Лазурский, А. П. Нечаев. В своей работе А. А. Крогиус отмечает глубокую заинтересованность и поддержку со стороны названных учёных. В работе представлены результаты многолетних экспериментально-психологических исследований автора, проводимых над слепыми людьми разного возраста. Ряд исследований носит сравнительный характер. Исследуется состояние психических процессов у слепых в сравнении со зрячими.
Работа А. А. Крогиуса касается исследования разных сторон психического развития человека с нарушением зрения. Автор исследует особенности слухового восприятия слепых людей. В экспериментальном исследовании сначала определялся пространственный порог слуховых раздражений, в виде раздражений выступали свисток и счёт вслух. Исследование велось по методу наименьших изменений, то есть экспериментатор менял расстояние между раздражениями до тех пор, пока испытуемый не определял верно их относительно положения. Для каждого положения делалось 10 определений порога и бралась средняя величина его.
Второй ряд экспериментов по тому же вопросу был проведён по методу Бинэ, в качестве раздражителя брался электрический звонок, быстро и бесшумно передвигаемый по дуге. В результате исследований слухового восприятия автор приходит к выводу о том, что у слепых оно совершеннее, чем у зрячих. По мнению автора, слепые большей частью люди не двигательно-осязательного типа, а слухового типа.
В работе много места уделено исследованию так называемого «шестого чувства» слепых, то есть возможности ощущать препятствия на расстоянии. Автор детально рассматривает подходы зарубежных и отечественных исследователей и высказывает свою гипотезу, подтверждённую его исследованиями. По мнению автора, слепые ощущают препятствия на расстоянии в результате деятельности одного из сохранных органов чувств. А. А. Крогиус считает, что этим сохранным чувством является температурная рецепция. Именно она даёт возможность слепым ощущать предметы на расстоянии.
Много внимания в исследовании уделено изучению осязательных и осязательно-двигательных восприятий. Автор исследует точность представлений слепых, образованных с помощью двигательно-осязательных ощущений. Исследователь применяет методы воспроизведения и сравнения. Во время эксперимента ощупывались прямые различной длины, углы и кривые (зрячим при этом завязывались глаза).
Ощупывание производилось тремя способами:
- движением указательного пальца,
- противопоставлением и одновременным движением большого пальца и указательного пальца одной руки,
- противопоставлением и одновременным движением указательных пальцев обеих рук.

В результате исследований А. А. Крогиус делает вывод о том, что представления, составленные с помощью осязательно-двигательных ощущений, отличаются у слепых меньшей точностью, чем у зрячих. Помимо анализируемого труда, А. А. Крогиус выпускает ряд статей, в которых приводит результаты своих исследований познавательных возможностей слепых. В этом направлении важной является его работа «О некоторых особенностях душевной жизни слепых» (1904). Работа касается особенностей памяти и свойств личности слепых. А. А. Крогиус исследовал процесс запоминания у слепых по методу Г. Эбингауза. По его наблюдениям слепые во всех случаях заучивают тексты лучше, чем зрячие. Автор объясняет это повышенным вниманием, высоким развитием слухового восприятия, а также ограниченным количеством получаемых из внешнего мира раздражений, вследствие чего «… вторжение в фиксационную точку сознания» других групп ощущений происходит гораздо реже, чем у зрячих, что способствует максимальному сосредоточению на определённом материале. В работе приводится анализ психических состояний и особенностей личности слепых. Автор отмечает изменения в области чувств и характера. Чувства у слепых развиваются, по мнению автора, быстрее, чем у зрячих, что связано со средоточением взгляда слепых на внутреннем мире, это поддерживает веру в сохранение духовных ценностей. Данные исследования позволяют говорить о попытке проникновения в психику слепого человека с целью усовершенствований в области воспитания. Данные попытки стали предпосылками формирования отечественной тифлопсихологии.

### В советский период
В советский период тифлопсихология оформилась как отдельная наука. Это связано с фундаментальными работами советских тифлопсихологов, в которых проанализированы особенности психики лиц с нарушениями зрения и показаны пути компенсации зрительных нарушений.
К этим работам относятся фундаментальные исследования:
- Кулагина Ю. А. «Восприятие средств наглядности учащимися школ слепых»;
- Литвака А. Г. «Пути развития отечественной тифлопсихологии»;
- Каплан А. И. «Особенности цветового зрения при основных клинических формах детской слепоты»;
- Солнцевой Л. И. «Развитие компенсаторных процессов у слепых детей дошкольного возраста»;
- Григорьевой Л. П. «Психофизиология зрительного восприятия слабовидящих школьников»;
- Зислиной Н. Н. «Нейрофизиологические механизмы нарушения зрительного восприятия при разных видах амблиопии у детей и подростков»;
- Воронина В. М. «Научные основы расширения информационно-коммуникативных возможностей слепых и слабовидящих на базе компьютерной техники» и др.

### В наше время
В современной России также написан целый ряд фундаментальных работ, которые определяют развитие тифлопсихологии, среди них:
- Кручинин В. А. «Теоретические основы формирования пространственной ориентировки у слепых детей в процессе школьного обучения»;
- Плаксина Л. И. «Теоретические основы коррекционной помощи детям с косоглазием и амблиопией в условиях дошкольного образовательного учреждения»;
- Фильчикова Л. И. «Основы ранней психологической коррекции сенсорного развития детей с нарушенным зрением».